# Kōki Gotōda
Kōki Gotōda (japanisch 後藤田 亘輝 Gotōda Kōki; * 15. Mai 1999 in der Präfektur Kanagawa) ist ein japanischer Fußballspieler.

## Karriere
Kōki Gotōda erlernte das Fußballspielen in der Schulmannschaft der Maebashi Ikuei High School sowie in der Universitätsmannschaft der Aoyama-Gakuin-Universität. Seit dem 28. April 2021 ist er von der Universität an den Zweitligisten Mito Hollyhock ausgeliehen. Sein Zweitligadebüt gab Kōki Gotōda am 2. Mai 2021 (11. Spieltag) im Heimspiel gegen V-Varen Nagasaki. Hier wurde er in der 69. Minute für Hayato Nukui eingewechselt. Mito gewann das Spiel mit 1:0. Drei Spiele absolvierte er in der Saison 2021. Nach der Ausleihe wurde er von Mito am 1. Februar 2022 fest unter Vertrag genommen. Hier stand er bis Saisonende 2024 unter Vertrag und bestritt 34 Ligaspiele. Im Januar 2025 nahm ihn der Drittligist FC Ryūkyū unter Vertrag.